# Unified Code for Units of Measure
Der Unified Code for Units of Measure (UCUM) ist ein regelbasiertes Kodierungssystem für Maßeinheiten.

## Überblick
Zweck dieses Standards ist der elektronische Datenaustausch von physikalischen Größen. UCUM orientiert sich eng an internationalen Normen (ISO 2955–1983, ANSI X3.50-1986), die sich wiederum am SI-Einheitensystem orientieren. Das Kodierungssystem ermöglicht die Formulierung von zusammengesetzten Ausdrücken für beliebige von den Basiseinheiten abgeleiteten Einheiten.
UCUM soll Eindeutigkeit und rechnerische Rückführbarkeit auf SI-Einheiten mit Praxisbezug, Lesbarkeit und Anwendbarkeit verbinden.
Die OID für das Kodierungssystem UCUM ist 2.16.840.1.113883.6.8. Das so bezeichnete System umfasst per definitionem alle nach den Kodierungsregeln konstruierbaren UCUM-Ausdrücke. Die formale Definition, Codetabellen und Beispielimplementierungen finden sich auf den UCUM-Seiten des Regenstrief Institute.
Anders als bei tabellierten Kodierungssystemen (SNOMED CT, LOINC) sind gültige UCUM-Codes zusammengesetzt aus einer relativ kleinen Zahl von „atomaren“ Symbolen und Operatoren, die nach einfachen Syntaxregeln kombiniert werden.
Die Bestandteile der Definition von UCUM sind:
- Basiseinheiten: Eine festgelegte Liste von Basisgrößen für Länge, Masse, Zeit, Temperatur, Elektrische Ladung, Lichtstärke und Winkel.
- Präfixe: Eine festgelegte Liste von Vorsätzen, die als Symbole für Multiplikatoren verwendet werden können (vgl. Vorsätze für Maßeinheiten, Binärpräfixe).
- Abgeleitete Einheiten (atomic unit symbols): Eine festgelegte Liste von „atomaren Symbolen“, in der weitere Einheiten aufgeführt sind zusammen mit Umrechnungsfaktoren und Formeln für die Rückführung auf Basiseinheiten. Jede Einheit in dieser Liste trägt ein Attribut metrisch/nicht-metrisch, das festlegt, ob diese Einheit mit einem Präfix kombiniert werden darf oder nicht.
- Einfache Regeln zur Kombination der Symbole, nebst einigen Operatoren für Multiplikation, Division, Potenzierung und Gruppierungsklammern.

Mit diesen Regeln kann eine unendlich große Anzahl von gültigen Einheiten abgeleitet werden (ein tabellenbasierter Ansatz muss hingegen zwangsläufig unvollständig sein, vgl. Liste physikalischer Größen).
Die Syntaxregeln zusammen mit den in den Definitionstabellen enthaltenen Umrechnungsfaktoren ermöglichen die automatische und eindeutige Umrechnung von physikalischen Größen mit derselben Dimension, die in verschiedenen Einheiten angegeben sind.
Für die Übermittlung von Messgrößen, zum Beispiel als Ergebnis einer Untersuchung oder klinischen Beobachtung, muss in HL7 Version 3 die Maßeinheit als UCUM-Code angegeben werden.
Ergänzend zur standardisierten Kodierung von Einheiten mit UCUM steht mit LOINC ein Standard für die Identifikation von Mess- und Untersuchungsmethoden zur Verfügung.
Einige Organisationen und Standards, die UCUM-Codes verwenden, empfehlen oder vorschreiben:
- HL7
- DICOM
- Open Geospatial Consortium[2]
- FDA - Center for Drug Evaluation and Research[3]
- Centers for Disease Control and Prevention
- California Healthcare Foundation[4]

Alternative Ansätze mit vergleichbarer Zielrichtung finden sich in der Definition eines Metric Interchange Format und in dem Dokument POSC RP66 V2 des Petrotechnical Open Standards Consortium. Beide Definitionen decken aber nicht in ausreichendem Umfang die herkömmlichen Einheiten ab, die im Bereich der Medizin und der Biochemie heute verwendet werden.